# Площа Барберіні

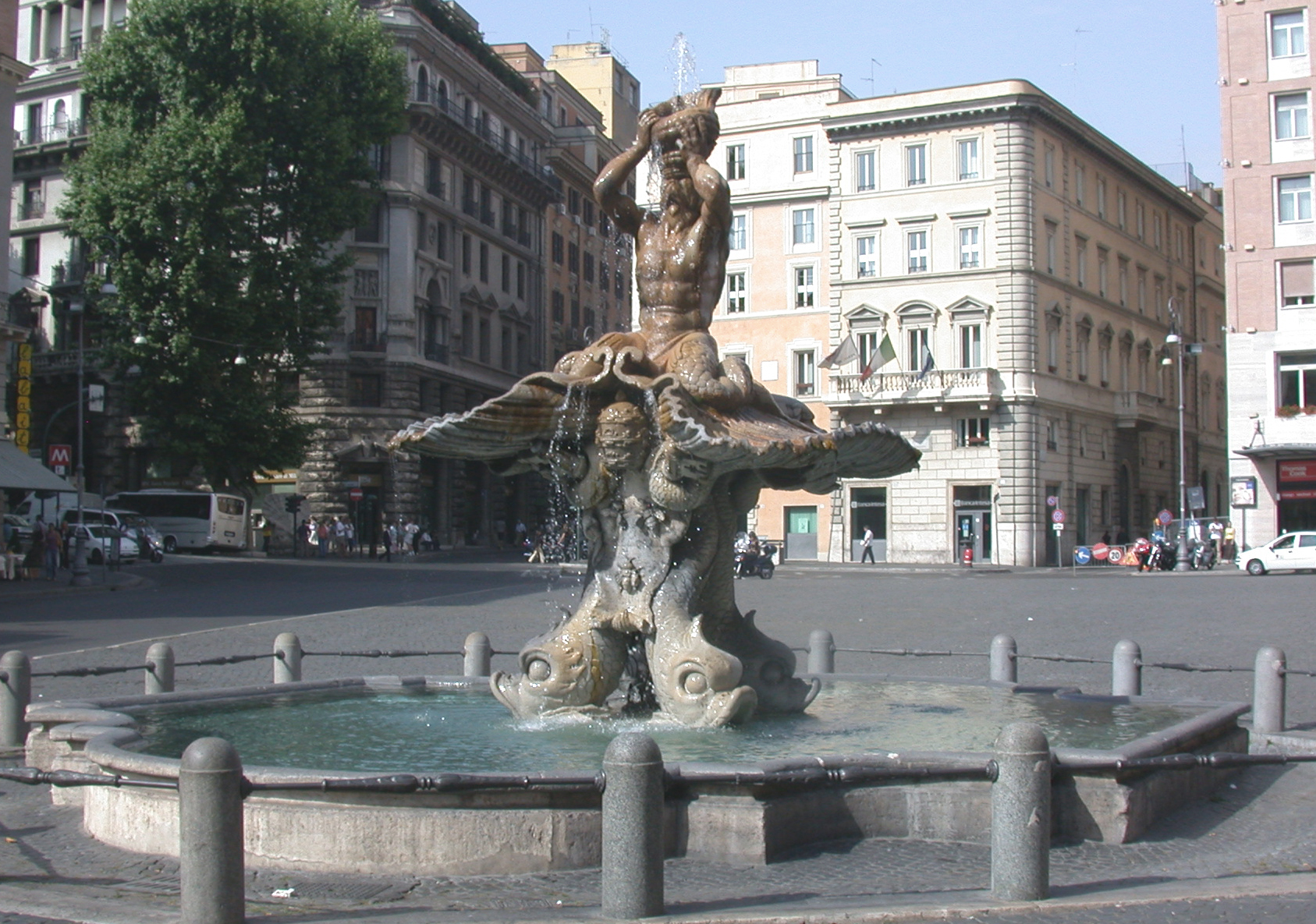
Фонтан Тритона на площі Барберіні

Площа Барберіні (італ. Piazza Barberini) — площа у історичній частині Риму, розташована між Квіриналом і Садами Саллюстія. Назва площі походить від Палаццо Барберіні який примикає до неї, вхід у який знаходиться на сусідній вулиці Чотирьох фонтанів (Via delle Quattro Fontane) північного схилу Квіринала.

## Зовнішній вигляд

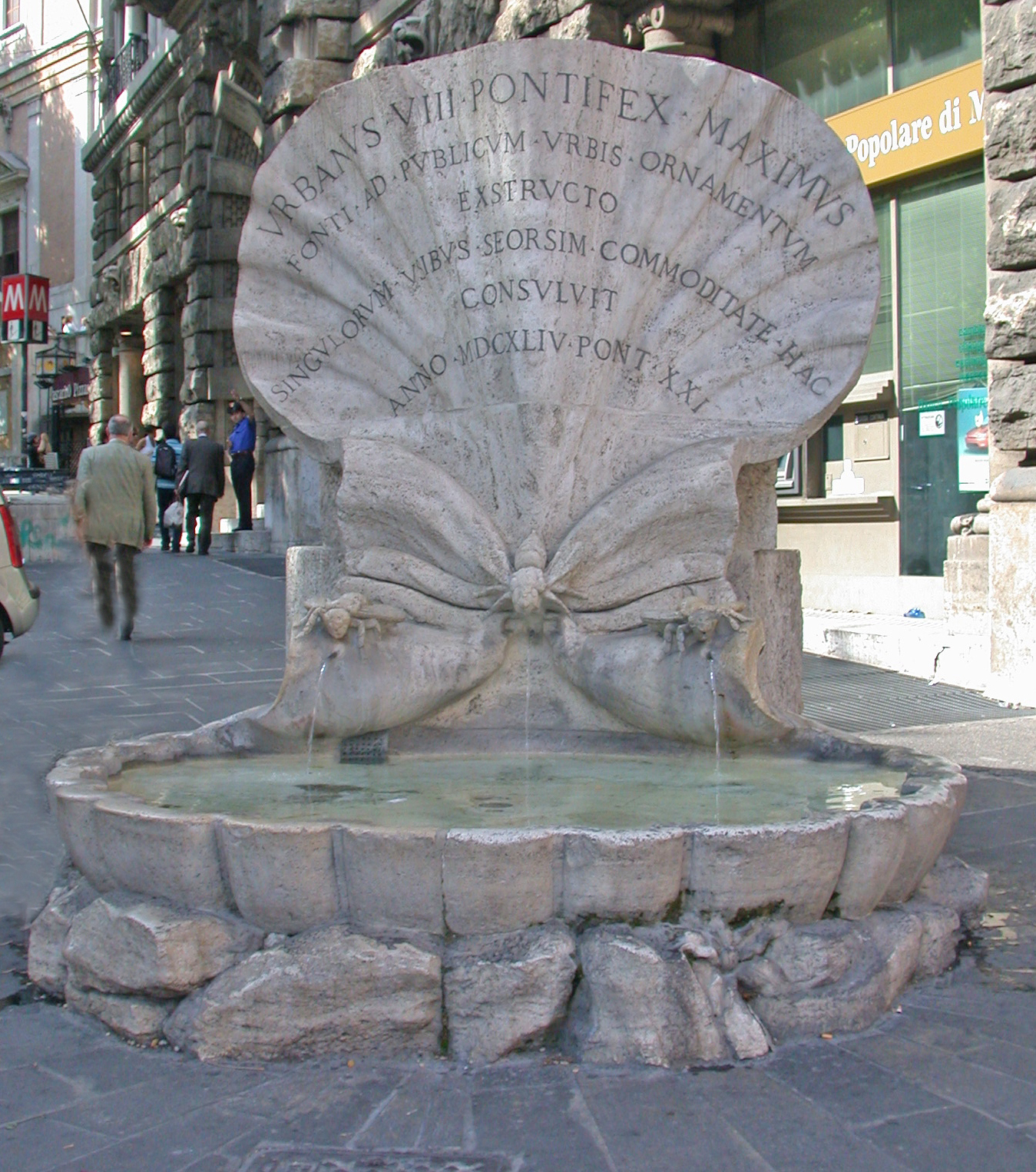
Фонтан бджіл

Майже у центрі площі розташований фонтан Тритона, створений у 1642 р. за замовленням папи Урбана VIII (Барберіні) незабаром після завершення будівництва палаццо. На цій же площі, на розі з Віа Вітторіо Венетто, з правої сторони вулиці, знаходиться інша робота Берніні — фонтан бджіл.

## Історія
Площа Барберіні була закладена у XVI столітті, а більшість будівель, що її оточують були з тих пір ґрунтовно перебудовані. Сучасну назву площа отримала у 1625 р. після будівництва Палаццо Барберіні на височині на південь від площі. Спочатку вхід до палацу, створений художником і архітектором П'єтро да Кортона, розташовувався в південно-східному розі площі. Однак він був знесений у XIX столітті під час будівництва нової дороги. Зовнішній вигляд площі і зруйнованого фасаду відомий по гравюрах і раннім фотографіям того часу .

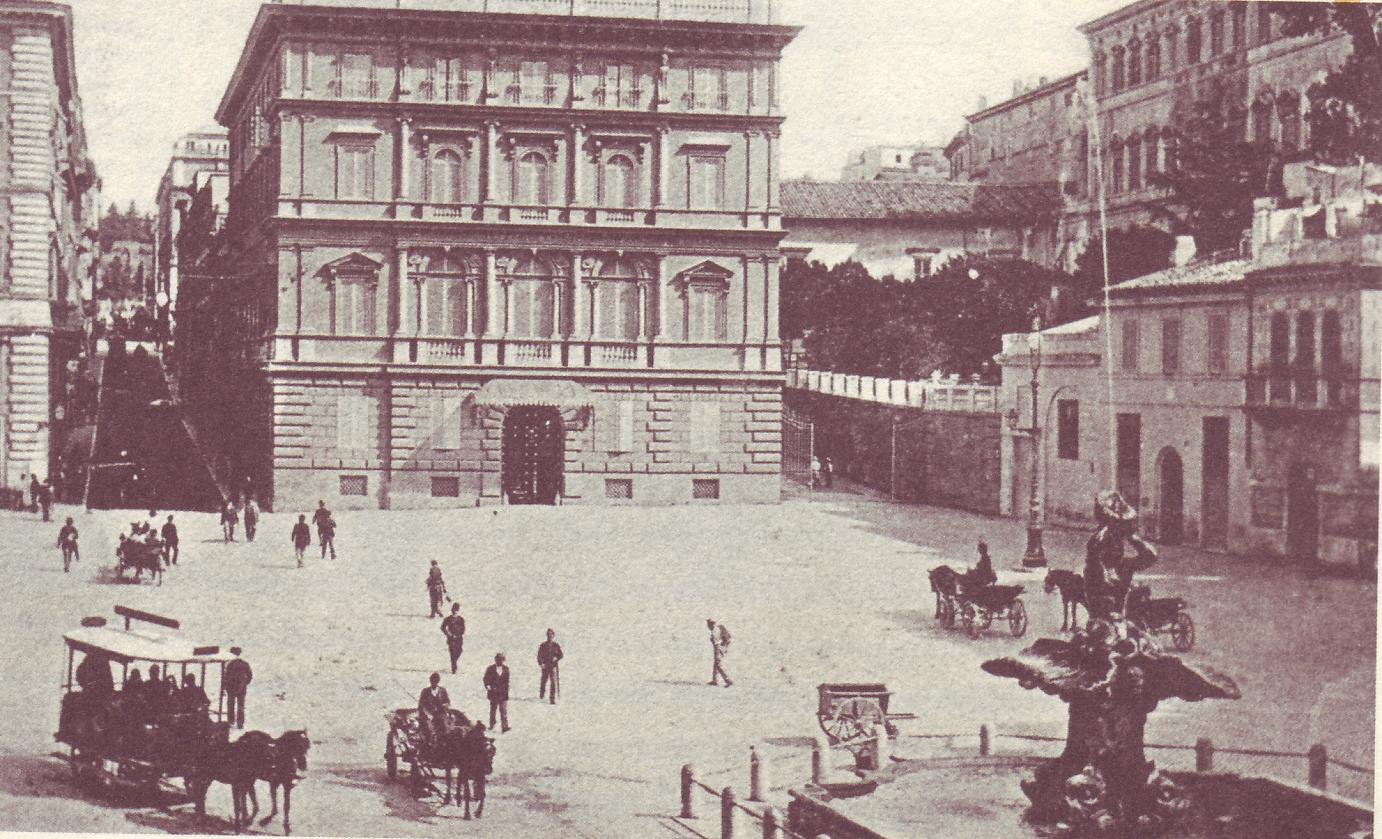
Площа Барберіні на початку XX століття

 У 1632—1822 рр..на площі височів античний обеліск, який був пізніше перенесено у Віллу Медічі.
З площі Барберіні аж до XVIII століття починався маршрут возів з необізнаними трупами, які були знайдені спотвореними. Віз проїздив по найбільш людних місцях Риму, щоб там могли впізнати особи загиблих.
У 1980 року під площею була побудована станція метро Барберіні — Фонтану-ді-Треві Лінії A Римського метрополітену.